# La grande magia
La grande magia è una commedia in tre atti, scritta e interpretata da Eduardo De Filippo nel 1948 e inserita dallo stesso autore nel gruppo di opere che ha chiamato Cantata dei giorni dispari.

## Trama

### Atto I
Hotel Metropole, in un'ignota località termale
Nel giardino dell'hotel fervono i preparativi per lo spettacolo di Otto Marvuglia, che viene descritto da Gervasio e Arturo, ospiti abituali, come un grande illusionista, capace perfino di manipolare le menti altrui. Intanto i villeggianti spettegolano su un altro ospite, Calogero Di Spelta, che si rende ridicolo per la sua sfrenata gelosia nei confronti della moglie, la bella Marta. La donna è ossessivamente controllata dal marito, che la segue dappertutto e non la perde mai di vista.
Arriva Marvuglia, ed è chiaro sin da subito che egli sia solo un prestigiatore da quattro soldi che tira a campare organizzando spettacoli dozzinali in compagnia della moglie/assistente Mariannina (col nome d'arte Zaira). Arturo e Gervasio sono in realtà suoi complici, incaricati di raccogliere informazioni sugli ospiti prima del suo arrivo, in modo che durante lo spettacolo il mago possa fingere di leggere le loro menti. Poco prima dello spettacolo si presenta da lui Marta, la quale gli offre del denaro per farla sparire nel corso di un trucco di magia; in questo modo la donna eluderà la sorveglianza di Calogero e fuggirà a Venezia col suo amante, il fotografo Mariano D'Albino. Marvuglia, felice di poter finalmente compiere una vera "grande magia", accetta: sotto gli occhi stupefatti del pubblico, fa entrare Marta in un sarcofago e la fa sparire per mezzo di un doppiofondo.
Calogero, ovviamente, pretende l'immediata ricomparsa sua moglie, ma il mago riesce a convincerlo di aver compiuto un'altra magia e di aver intrappolato Marta in una scatola: l'uomo potrà aprirla solo se è intimamente convinto della fedeltà di sua moglie; se dovesse nutrire il benché minimo dubbio, la perderà per sempre. Calogero non riesce a decidere se aprire o meno la scatola.

### Atto II
La misera casa di Marvuglia a Napoli
Sono trascorsi quattro giorni dalla sparizione di Marta, e Marvuglia è alle prese coi propri problemi: lo strozzino Roberto Magliano, con cui si è indebitato, lo sta cercando, e lui non ha a disposizione la somma che gli deve. Marta, inoltre, gli ha scritto per chiedergli di aiutare Calogero a superare il trauma dell'abbandono.
Lo stesso Calogero arriva d'improvviso, accompagnato da un brigadiere della polizia: l'uomo ha trascorso tutto il tempo a domandarsi se aprire o meno la scatola, perciò gli intima di far riapparire immediatamente sua moglie, o lo denunzierà. Marvuglia spiega la situazione al brigadiere, che se ne va sdegnato; poi cerca di convincere Calogero di averlo sottoposto a un esperimento di mentalismo: l'intera situazione sarebbe quindi un'illusione che avviene nella testa di Calogero, in realtà mai mossosi dal Metropole. La situazione si complica quando irrompe Roberto Magliano e Marvuglia convince Calogero a pagare il suo debito, dicendogli che, essendo tutto parte dell'esperimento, non perderà mai il denaro; poco dopo Amelia, la figlioletta di Arturo, muore improvvisamente per un attacco di cuore, cosa che porta Marvuglia a riflettere amaramente sul confine tra realtà e illusione. Tutto ciò non fa che confondere ulteriormente Calogero.

### Atto III
Il ricco appartamento di Calogero Di Spelta
Passano quattro anni. Calogero si è ormai abbandonato alla follia e vive senza separarsi mai dalla scatola, che non ha mai aperto: egli preferisce credere che Marta sia ancora lì dentro, fedele e innamorata, anziché cedere alla realtà del tradimento. Convinto di vivere ancora nell'esperimento, rifiuta ormai di mangiare e bere; Marvuglia è l'unico che riesce a dargli un po' di conforto, ma al tempo stesso lo sfrutta per pagare i suoi debiti.
Arrivano i famigliari di Calogero, che intendono farlo dichiarare pazzo e interdire, denunciando inoltre Marvuglia; ma Calogero, credendo di parlare a una proiezione mentale e non ai suoi veri parenti, abbandona ogni ipocrisia e scatena su di loro tutto il proprio risentimento. Comprende infine di essere stato un pessimo marito, e decide di aprire la scatola per far riapparire Marta, porre fine alla magia e vivere felicemente con lei. Un attimo prima che lo faccia, tuttavia, Marvuglia fa entrare Marta: la donna, abbandonata da Mariano, ha scongiurato il mago di inscenare la sua ricomparsa. Marta confessa a Calogero il tradimento e implora il suo perdono, ma l'uomo, ormai prigioniero dell'illusione, la respinge: la donna che gli parla non può essere Marta, poiché è comparsa prima che egli aprisse la scatola. Calogero rifiuta quindi in via definitiva di accettare la realtà del tradimento, e continuerà per sempre a credere che Marta sia chiusa nella scatola.

## Analisi della commedia
Già in "Sik-Sik, l'artefice magico"  Eduardo aveva trattato il tema dell'illusionismo che evidentemente lo attraeva e a cui certo aveva avuto modo di assistere specialmente nel primo periodo della sua attività teatrale quando aveva partecipato con la rappresentazione di atti unici da lui composti a quella vita frenetica e spensierata del teatro d'avanspettacolo; quel periodo che non a caso poi Eduardo ha chiamato la Cantata dei giorni pari, i giorni della giovinezza, della spensieratezza e dell'ottimismo. Il teatro infatti è una grande magia: fa vivere sulla scena una finzione che, come i trucchi degli illusionisti, sembra la realtà. Gli spettatori sono presi da questa magia e fingono di credere e credono fin quando dura la commedia che gli avvenimenti che narra siano reali.
Ben diverso il clima di questa commedia, dove ormai Eduardo ha lasciato le illusioni della giovinezza, anche queste un trucco della vita, e ha scoperto l'inganno delle vicende umane. Siamo ormai nella fase della Cantata dei giorni dispari, dove la vita presenta il conto di tutte le sue amarezze e disillusioni.
La commedia non ebbe successo e il pubblico non la capì. Abituato alle commedie eduardiane a carattere prevalentemente comico qui il pubblico si trovò di fronte a qualcosa di completamente nuovo. Una commedia strutturata cerebralmente sulle tematiche pirandelliane  dove l'illusione si sostituisce prepotentemente alla realtà. Il marito ingannato che si costruisce una sua finzione in cui vuole credere è infatti un tipico personaggio del teatro pirandelliano: ma nel 1948 quando fu messa in scena la commedia gli spettatori, già protagonisti delle miserie della guerra, volevano divertirsi o al più commuoversi con storie popolari semplici e patetiche come Napoli milionaria! o Filumena Marturano e non erano disposti a credere al dramma borghese, all'assurda storia di un uomo che crede di avere la propria moglie in una scatola.